# Proterops fumosus
Proterops fumosus är en stekelart som beskrevs av Sergey A. Belokobylskij 1993. Proterops fumosus ingår i släktet Proterops och familjen bracksteklar. Inga underarter finns listade i Catalogue of Life.